# Demonax subai
Demonax subai là một loài bọ cánh cứng trong họ Cerambycidae.